# Лапано
Лапа̀но (на италиански: Lappano) е село и община в Южна Италия, провинция Козенца, регион Калабрия. Разположено е на 650 m надморска височина. Населението на общината е 977 души (към 2012 г.).